# Ноктюрн Es-dur (Глинка)
Ноктюрн Es-dur — один из первых в русской музыке ноктюрнов, написанный М. И. Глинкой в 1828 году. Самим композитором предназначался для арфы или фортепиано.

## История
Над первыми инструментальными произведениями Глинка начал работать в 1820-х годах. В тот период он ориентировался преимущественно на камерное исполнительство, чему способствовал характерный для эпохи культ домашнего музицирования. В 1828—1829 годах, ещё до своей первой поездки за границу, Глинка создал ряд фортепианных пьес, включая Ми-бемоль мажорный ноктюрн. И. А. Тимченко-Быхун отмечает, что этот ноктюрн стал первой миниатюрой Глинки и первым его сочинением со свободным выбором музыкальной формы и схемы (в отличие от предыдущих фортепианных пьес, представлявших собой циклы вариаций на заимствованные темы). В следующий раз к жанру ноктюрна Глинка обратится лишь в 1839 году, создав знаменитый ноктюрн «Разлука», — «первый классический образец русского ноктюрна».

## Общая характеристика
А. Д. Алексеев в своей работе «Русская фортепианная музыка от истоков до вершин творчества» называет ноктюрн Es-dur «сочинением ещё мало самобытным, написанным под явным влиянием Фильда». Имеется в виду ирландский композитор Джон Филд (Фильд), которого можно считать родоначальником жанра фортепианного ноктюрна. Известно, что Фильд оказал значительное влияние на Глинку, хотя непосредственно они мало соприкасались: в частности, Глинка взял у Фильда три урока. В. И. Музалевский считает, однако, что в ноктюрне достаточно ярко проявилась и оригинальность Глинки, ряд тех особенностей, которые впоследствии будут свойственны его собственному композиторскому стилю: «уплотнение» мелодии октавами и аккордами, применение секвенции, тональная подвижность и пр.
К. В. Зенкин относит Ноктюрн Es-dur к тем фортепианным пьесам Глинки, которые, по его словам, «представляют музыкальный аналог песенно-романсной сфере», и обнаруживает в нём «как весьма заметные романтические черты, так и следы „промежуточного“, предромантического этапа». О близости основной темы ноктюрна мелодике романса говорит и И. А. Тимченко-Быхун, отмечая, в числе прочего, что использованный в нём аккомпанемент в виде разложенных арпеджио свойствен и ранним романсам Глинки. Она полагает также, что в ноктюрне Es-dur присутствуют черты и другого музыкального жанра — баркаролы.
Примечательно, что Глинка предназначал свой ноктюрн сразу для двух инструментов — фортепиано и арфы: в первой трети XIX века как один, так и другой широко использовались для домашнего музицирования. Кроме того, звучание арфы, во первых, устойчиво соотносилось с той романтической семантикой, которая заложена в ноктюрне; во-вторых, в наилучшей степени могло передать ту манеру игры Фильда, под впечатлением от которой Глинка создавал свою пьесу, — его характерное туше, сочетание воздушности, певучести и в то же время отчётливости каждого звука. Особенности композиции говорят о том, что Глинка хорошо понимал и учитывал специфику этого инструмента. В «Очерках по истории русской музыки» под редакцией М. С. Друскина и Ю. В. Келдыша Ми-бемоль мажорный ноктюрн назван «образцом русской арфной миниатюры первой половины XIX века, проникнутой элегическими, мечтательно-романтическими настроениями».